# (508869) 2002 VT130
(508869) 2002 VT130, também escrito como (508869) 2002 VT130, é um objeto transnetuniano que está localizado no cinturão de Kuiper, uma região do Sistema Solar. Ele é classificado como um cubewano. O mesmo possui uma magnitude absoluta de 5,7 e tem um diâmetro estimado com cerca de 251 km, por isso é pouco provável que possa ser classificado como um planeta anão, devido ao seu tamanho relativamente pequeno. Este corpo celeste é um sistema binário, o outro componente, o S/2008 (508869) 1, possui um diâmetro estimado em cerca de 205 km.

## Descoberta
(508869) 2002 VT130 foi descoberto no dia 7 de novembro de 2002 pelo astrônomo Marc W. Buie.

## Órbita
A órbita de (508869) 2002 VT130 tem uma excentricidade de 0,034 e possui um semieixo maior de 42,252 UA. O seu periélio leva o mesmo a uma distância de 40,821 UA em relação ao Sol e seu afélio a 43,682 UA.